# Strategus aloeus
Strategus aloeus — вид жуків-носорогів з родини пластинчатовусих жуків, поширених у США, Мексиці, Центральній і Південній Америці. Середнього чи великого розміру жуки, самці з рогами на голові та передньоспинці.

## Опис
Тіло імаго довжиною від 3,1 до 6,1 см, від темно-цегляного до чорного.

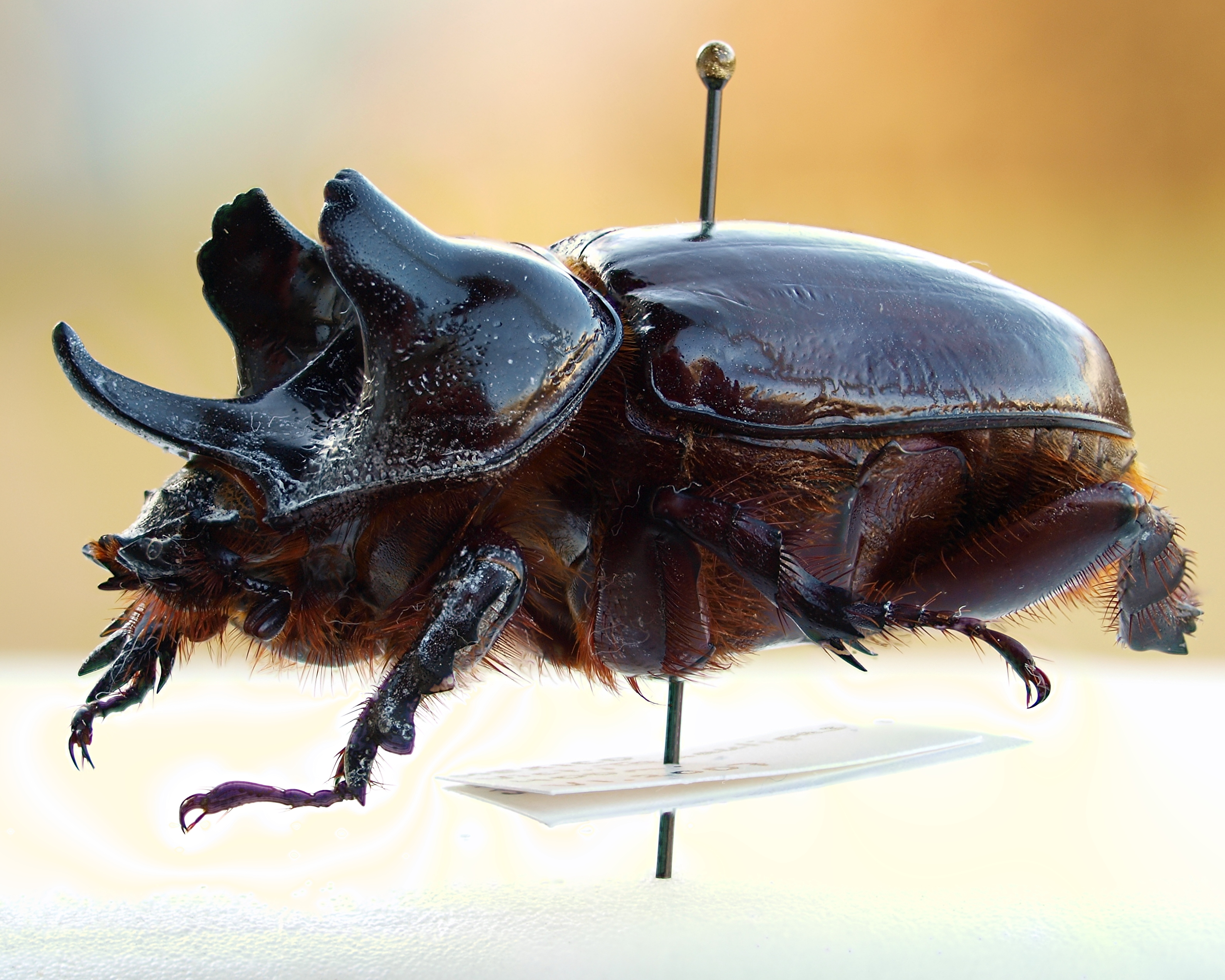
Великий екземпляр самця S. aloeus з добре вираженими рогами

Жуки відрізняються будовою голови та передньогрудей залежно від розмірів та статі. Більші самці мають довгий вигнутий ріг на голові та 2 лезоподібних роги, спрямовані вперед і вгору з передньоспинки, натомість у дрібних самців на місці всіх рогів наявні невеликі горбки. Самки не мають ані рогів, ані горбків.

## Спосіб життя
Жуки трапляються в лісах та заліснених каньйонах річок. Імаго літають літніми вечорами, часто прилітають на штучне світло. Жуків знаходили в мурашниках виду Atta mexicana.
Самка відкладає до 40 чи більше яєць у гнилу деревину, де розвиваються личинки. Личинки Strategus aloeus у тропічній частині ареалу також здатні поїдати корені та основу ствовбуру кокосової пальми та ананасів, а також іноді й манго. Жуки можуть об'їдати корені пальм, листя агав та цукрової тростини, шкодять бавовні. Утім у США цей вид не вважається шкідником, оскільки майже ніколи не розмножується в великих кількостях. 
Личинки є проміжними хазяями скреблянки Macracanthorhynchus hirudinaceus.

## Ареал
Поширені на півдні США від південно-східної Аризони до Флориди на сході та Південної Кароліни на півночі. Також наявні в Мексиці, Центральній Америці, Колумбії, Венесуелі, до центральної Бразилії та Болівії.